# Processen (film)
Processen (originaltitel: Le procés) är en fransk-tysk-italiensk långfilm från 1962 som regisserades av Orson Welles. Filmen är baserad på Franz Kafkas bok med samma namn.

## Handling
Josef K vaknar upp en helt vanlig morgon och upptäcker att polisen befinner sig i hans sovrum. Polisen berättar att det ska väckas åtal mot honom. Men ingen berättar vad han står anklagad för. För att få reda på vad han står anklagad för och samtidigt kunna bevisa sin oskuld, försöker Josef ta sig in bakom rättssystemets fasad. Det verkar dock inte finnas någon väg ut från mardrömmen.

## Om filmen
Orson Welles såg Processen som sin bästa film. På grund av andra världskriget ändrade han en del saker, så filmen skiljer sig från boken på en del ställen.

## Rollista i urval
- Anthony Perkins – Josef K
- Jeanne Moreau – Marika Burstner
- Romy Schneider – Leni
- Suzanne Flon – Miss Pittl
- Orson Welles – Albert Hastler
- Max Haufler – Uncle Max